# Социална агнозия
Социалната агнозия е неспособност на психопатната личност да получи удоволствие от живота. Терминът е въведен в психоанализата от Вилхелм Райх.